# Teulisna pendleburyi
Teulisna pendleburyi is een vlinder uit de onderfamilie beervlinders (Arctiinae) van de familie spinneruilen (Erebidae). De wetenschappelijke naam van de soort is voor het eerst geldig gepubliceerd in 1982 door Jeremy Daniel Holloway.